# Samhällsbyggen
Samhällsbyggen, tidigare Stiftelsen Samhällsbyggen, var ett allmännyttigt bostadsföretag i Göteborg. Samhällsbyggen slogs samman med Göteborgsbostäder och Göteborgs bostadsföretag till Göteborgshem 1969. Samhällsbyggen uppförde bland annat Kvibergshusen i Göteborg.
Samhällsbyggen bildades som en stiftelse 1949.
Kvarteren Blåelden och Bergmyntan på Dr Liborius Gata i Guldheden uppfördes 1950 för Stiftelsen Samhällsbyggen. Ett annat projekt på 1950-talet var punkthusen längs Bankogatan i Högsbo som uppfördes 1952. På 1960-talet uppförde Samhällsbyggen Södra Biskopsgårdens höga skivhus. Bostadshus ritade av Arne Nygård uppfördes i Gårdsten längs Kanelgatan, Peppargatan och Timjansgatan 1968–1969. Bolaget byggde även skivhusen längs Mandolingatan i Västra Frölunda som ritades av Erik Friberger. Samhällsbyggen blev kända för sin storskaliga arkitektur med betongelement.
Det längre (240 meter) av Kvibergshusen byggdes av Samhällsbyggen med Folke Blomqvist och Erik Friberger som arkitekter. De var vid tillkomsten Nordens största bostadshus och är intressant som föregångare till den storskaliga bostadsbebyggelse som tillkom inom ramen för miljonprogrammet.